# Dominique Arnold
Dominique Arnold (Long Beach, 4 september 1973) is een Amerikaanse hordeloper, die is gespecialiseerd in de 110 m horden. Hij werd Amerikaans kampioen in deze discipline. 

## Loopbaan
Op de wereldindoorkampioenschappen van 2006 in Moskou behaalde Arnold een bronzen medaille op de 60 m horden. Met een tijd van 7,52 finishte hij achter zijn landgenoot Terrence Trammell (goud) en de Cubaan Dayron Robles (zilver). Met een persoonlijk record van 12,90 s (+1.1 m/s) staat hij zevende op de wereldranglijst aller tijden. Deze tijd liep hij op 11 juli 2006 in Lausanne en hij was hiermee een aantal jaren Amerikaans recordhouder.

## Titels
- Amerikaans kampioen 110 m horden - 2006
- NCAA-kampioen 110 m horden - 1996

## Persoonlijke records
Outdoor
| Onderdeel    | Prestatie              | Datum        | Plaats   |
| ------------ | ---------------------- | ------------ | -------- |
| 110 m horden | 12,90 s (ex-nat. rec.) | 11 juli 2006 | Lausanne |

Indoor
| Onderdeel   | Prestatie | Datum            | Plaats   |
| ----------- | --------- | ---------------- | -------- |
| 55 m horden | 7,15 s    | 14 februari 1998 | Moskou   |
| 60 m horden | 7,51 s    | 4 februari 2000  | New York |

## Palmares

### 60 m horden
- 2006:  WK indoor - 7,52 s

### 110 m horden
Kampioenschappen
- 2001:  IAAF Grand Prix Finale - 13,43 s
- 2005:  Wereldatletiekfinale - 13,10 s

Golden League-podiumplekken
- 2000:  Memorial Van Damme – 13,15 s
- 2000:  ISTAF – 13,31 s
- 2001:  ISTAF – 13,21 s
- 2005:  Golden Gala – 13,11 s
- 2005:  Weltklasse Zürich – 13,03 s
- 2005:  Memorial Van Damme – 13,17 s
- 2005:  ISTAF – 13,20 s
- 2006:  Meeting Gaz de France – 13,08 s